# الملك العظيم
الملك العظيم (بالألمانية: Der große König) هو فيلم أبيض وأسود درامي ألماني صدر عام 1942 من إخراج فيت هارلان وبطولة أوتو جيبور. يصور الفيلم فريدريك العظيم، الذي حكم بروسيا من عام 1740 إلى عام 1786. وقد نال الفيلم لقب "فيلم الأمة". وكان جزءًا من دورة شعبية من "الأفلام البروسية".
الفيلم يصور مبدأ الفوهرر. كان التشبيه بأدولف هتلر واضحًا لدرجة أن هتلر أرسل نسخة مطبوعة إلى بينيتو موسوليني، وكان الهدف منه بناء الاطمئنان النفسي خلال الحرب العالمية الثانية . يعد الفيلم آخر ما يسمى بأفلام فريدريكوس ريكس، وهي أفلام خيالية تاريخية عن الملك البروسي فريدريش الثاني بين عامي 1923 و1942.
واجه وزير الدعاية يوزف غوبلز بعض الصعوبات مع القيادة العليا للجيش بشأن هذا الفيلم لأنه صور الملك وكأنه في ورطة بسبب جنراله. واشتكى من أن الجيش شعر بأن أي تصوير، مهما كان تاريخيًا، يعكس صورة سيئة عنه.

## طافم التمثيل
- أوتو جبور بدور فريدريك الثاني.
- كريستينا سودرباوم بدور لويز تريسكو
- جوستاف فروليك بدور تريسكو
- هانز نيلسن بدور نيهوف
- بول فيجنر بدور الجنرال تشيرنيتشيف
- بول هينكلز في دور غرينادير سبيلر
- إليزابيث فليكنشايلدت بدور زوجة سبيلر
- كيرت ميزل بدور ألفونس
- هيلدا كوربر بدور إليزابيث كريستين
- كلاوس كلاوسن بدور الأمير هنري الأكبر
- كلاوس ديتليف سيرك بصفته الأمير هنري الأصغر
- هربرت هوبنر بدور الكونت فينكنشتاين
- أوتو إف هينينج بدور الجنرال فون فينكين
- ريجينالد باش بدور الجنرال مانتوفيل
- أوتو غراف بدور الجنرال سيدليتز
- هاينريش شروث بدور الجنرال بالتازار رودولف فون شينكيندورف
- ليوبولد فون ليدبور بدور الجنرال فون ريتزو

## روابط خارجية
- الملك العظيم  في قاعدة بيانات الأفلام على الإنترنت (بالإنجليزية)